# Prezzo di mercato
Il prezzo di mercato di un bene è determinato dall'incontro tra domanda e offerta. 
Se i mercati non sono perfettamente concorrenziali, imprese diverse possono praticare prezzi diversi per lo stesso prodotto. Questo può accadere perché un'impresa cerca di attirare consumatori dalle imprese concorrenti, o perché la fedeltà alla marca da parte dei clienti consente ad alcune imprese di praticare prezzi superiori a quelli delle imprese concorrenti. I prezzi di mercato della maggior parte delle merci sono soggetti a fluttuazioni periodiche, e per molti di essi le fluttuazioni possono essere improvvise. Questo è vero soprattutto per i beni venduti sui mercati concorrenziali.